# Новокузнецкий художественный музей
Новокузнецкий художественный музей расположен в городе Новокузнецк, является первым художественным музеем в Кузбассе, был основан в 1961 году. По состоянию на сентябрь 2021 года, насчитывает более 9300 произведений живописи, графики, скульптуры, декоративно-прикладного искусства, а также небольшие отделы редкой книги, фотографии и детского рисунка, однако из-за выставочных возможностей, посетителем доступны лишь 10 % экспозиций.

## История
Музей зародился в 1956 году, в качестве картинной галереи в составе городского краеведческого музея, по инициативе директора — Кононовой, Полины Васильевны. Самые первые экспозиции — три картины западноевропейских художников, под общим названием «Нимфы и пейзажи стран Запада», которые до 1941 года висели в зале ресторана «Москва». В 1957 году для художественного отдела выделили специальное помещение в доме №3 по проспекту Металлургов, экспозиции стали пополнять благодаря Министерству культуры РСФСР. В конце 50-х годов стали проходить регулярные выставки картин местных художников.
8 августа 1961 года становится самостоятельным учреждением, общей площадью 500 квадратных метров, носившее первые 8 лет название «Кемеровский областной музей советского изобразительного искусства в городе Сталинске» и имевшее в своей коллекции 134 предмета искусства. Первым директором музея (до 1968 года) была Першина, Антонина Владимировна.
29 июня 1981 года музей переехал на первый этаж в пятиэтажное здание на проспекте Кирова, где общая площадь выставочных помещений составляла более 2000 квадратных метров. Оформление экспозиционных залов разработали по индивидуальному проекту архитекторы «Кузбассгражданпроекта» Б. Горбунов и И. Кузнецов. Директором музея была Тюменцева, Альбина Степановна. К открытию музею приурочили областную художественную выставку «Металл Кузбасса», посвященную 50-летию Новокузнецка, а также выставку произведений русского и советского искусства из фондов музея. В 2021 году музей отмечает свое 60-летие.

## Описание
Вся площадь музея - 2891 квадратный метр. Музей состоит из семи залов для экспозиций, общей площадью экспозиций 850 квадратных метров и 259 метров фондохранилища.  В собрании музея множество картин российских и иностранных художников. В музее часто проходят выставки предметов искусства из других музеев, а также из частных коллекций. В коллекцию музея входят собрания, связанные с местной художественной культурой, раритетные народные иконы бывшей Томской губернии, а также произведения русских художников конца XVIII-XIX (А. Венецианов, Т. Нефф, И. Левитан, Л. Туржанский) и XX веков (П. Петровичев, З. Серебрякова, Р. Фальк, А. Осьмёркин, А. Лентулов, П. Кузнецова, И. Грабарь, Е. Е. Моисеенко. В музее представлены и работы современных московских, а также сибирских живописцев: А. Поздеева, Н. Рыбакова, Н. Грицюка. Виды произведений искусства: живопись, графика, икона, скульптура, ДПИ. В музее 40 сотрудников.

### Руководство
Директор — Ларина, Лариса Николаевна;

Главный хранитель музейных фондов — Бурлакова, Вера Александровна.

## Виды музея
- Вид со стороны Площади у Цирка

## Некоторые произведения
- Крендовский Е.В Девушка в чёрном
- Верещагин В.П. Девушка с виноградом
- Неврев Н.В. За вышиванием
- Лентулов А. Маленький мост в Сочи
- Лентулов А. Овощи. Натюрморт
- Левитан И. Дорога в лесу. Новокузнецк